# Métagénétique (biologie)
Pour les articles homonymes, voir métagénétique (homonymie).
La métagénétique est, en biologie, l'étude à la fois génétique et épigénétique d'un organisme vivant.
Il ne faut pas la confondre avec la métagénomique.
Elle est par exemple utilisé dans l'étude de d'évolution d'un être humain en fonction de son propre génome et l'influence des bactéries de sa flore intestinale sur son développement et son comportement.
La métagénétique a par exemple permis d'apprendre qu'Escherichia coli fait partie de la flore bactérienne commensale de l’oreille des chiens et que sa présence aurait un rôle d’agent protecteur contre d’autres pathogènes.